# Tetrapterys mollis
Tetrapterys mollis là một loài thực vật có hoa trong họ Malpighiaceae. Loài này được Griseb. miêu tả khoa học đầu tiên..